# Cañari
El cañari o cañar és una llengua indígena actualment extinta, que va ser la llengua que es va parlar a les províncies de Cañar, Azuay i part sud de Chimborazo (Alausí), en el centre de l'Equador.

## Aspectes històrics, socials i culturals

### Història
Els cañari van exercir un paper molt important en la història de l'Imperi inca. Després d'haver estat conquistats, els inques van reconstruir la ciutat principal de Tomebamba (Cuenca), que havia estat destruïda durant guerra civil entre Atahualpa i Huáscar.
Molts cañaris van ser enviats a altres parts de l'imperi com mitimaes (migrants o forasters) i tropes d'origen cañari duien a terme tasques policials i missions especials, fins i tot durant el període de l'imperi espanyol a Amèrica, dels quals van ser aliats.

### Ús i distribució
La llengua es va usar on actualment hi són les províncies de Cañar, Azuay i Chimborazo. D'acord amb les Relaciones geográficas de Indias, també es va usar a Saraguro al nord de la província de Loja, encara que els saraguros eren enemics dels cañaris del nord. Les localitats principals eren Cuenca, Azogues i Cañar.

## Classificació
Si bé es coneixen molt poques coses de la llengua canyar les poques evidències apunten al fet que compartia alguns sufixos toponómicos amb el puruhá parlat una mica més al nord i l'estructura fonològica d'algunes paraules també apunten que compartia amb el puruhá característiques diferents de la resta del llengües de la regió (ocurrència d'oclusives sonores a principi de paraula, existència de /ž/, terminacions -pala, -pud, -bug, -shi). Per aquesta raó es considera que les coincidències són el reflex que molt probablement aquestes llengües estaven emparentades.

## Descripció lingüística
El puruhá és una llengua mal coneguda, la principal informació procedeix d'antropònims (cognoms familiars) i topònims. La influència del quítxua va ser especialment important a la província de Canyar, no obstant això, el canyar va continuar sent usat per algun temps més durant l'època de la colònia fins que va ser reemplaçat pel quítxua.
La toponímia canyar és altament característica i més fàcil de reconèixer que la del puruhá. Algunes terminacions -pala, -pud, -bug, -shi són comunes a les dues llengües. A més a les Relaciones geográficas de Indias es donen algunes indicacions del signifiqueu de cognoms i topònims d'origen canyar. Per exemple, Leoquina es tradueix com a 'serp en un llac', Paute com a 'pedra', Peleusi (o Pueleusi) com a 'camp groc', Pueçar com a 'escombra'. El riu Jubones es deia Tamalaycha o Tanmalanecha 'riu que engoleix indis'.
Un aclariment particularment interessant és que el pla en què es troba Cuenca es va dir Guapdondelic 'gran pla que s'assembla al cel'. Aquesta explicació permet interpretar un gran nombre de topònims com Bayandeleg, Chordeleg, on -deleg sembla significar 'pla gran'. Altres topònims continenen el morfema -del (e.g. Bayandel), que podria tenir un significat relacionat. La terminació més recurrent en topònims és -cay, que s'ha interpretat com a 'aigua' o 'riu', ja que apareix en nombrosos hidrònims com Saucay o el riu Yanuncay.
Altres exemples de topònims cañaris són els acabats en -copte (Chorocopte), -huiña (Catahuiña), -turo (Molleturo), -zhuma (Guagualzhuma) i -zol (Capzol). A la regió canyar, a més dels topònims cañaris originals també hi ha abundant toponímia d'origen quítxua, com els que tenen la terminació -pamba 'pla' que superen en número als acabats en -deleg que tindria el mateix significat en cañari.

## Substrat cañari al quítxua de Cañar
Segons Urban (2018),l'actual quítxua de Cañar (parlat a la província de Cañar, Equador) té un substrat cañari, que es pot veure a la fonologia i al lèxic del dialecte.

## Referència
1. ↑  Jiménez de la Espada 1965, II: 279
2. ↑  Jiménez de la Espada 1965, II: 265, 274–5, 278, 280
3. ↑  Paz y Miño, 1961
4. ↑  Montaluisa Ch., Luís. La estandarización ortográfica del quichua ecuatoriano : consideraciones históricas, dialectológicas y sociolingüísticas. 1ra edición.
5. ↑  Urban, Matthias (2018). The lexical legacy of substrate languages: a test case from the southern Ecuadorian highlands. Transactions of the Philological Society, Volume 00 (2018) 1–25. https://doi.org/10.1111/1467-968X.12129
6. ↑  Cordero, Luis, [1895] 1992. Diccionario quichua-castellano y castellano-quichua, 5th edn. Quito: Proyecto Educación Bilingüe Intercultural/Corporación Editora Nacional.